# مجتمع مسکونی فرخ و فرج
مجتمع مسکونی فرخ و فرج یک مجموعه تلویزیونی محصول سال ۱۳۷۷ به کارگردانی اصغر فرهادی، نویسندگی کوروش نریمانی و تهیه‌کنندگی علی‌اکبر کرد و حسین مروی می‌باشد که در نوروز ۱۳۷۸ از شبکه دو پخش شد.

## بازیگران
- ژاله صامتی
- سعید آقاخانی
- ابراهیم‌آبادی
- اسماعیل داورفر
- محمدرضا داوودنژاد
- فریده سپاه منصور
- هایده حائری
- علی اوسیوند
- زویا امامی
- ژیلا حسن پور
- شهرزاد نوروزی
- علی‌اصغر گرمسیری
- کاظم هژیرآزاد
- میرصلاح حسینی
- اشکان پارسا
- محمدتقی شریفی
- یوسف برزین